# Special Delivery
Special Delivery är en amerikansk långfilm från 2008, regisserad av Michael M. Scott. I rollerna ses bland andra Brenda Song, Lisa Edelstein och Robert Gant.